# 諾森伯蘭伯爵
諾森伯蘭伯爵（Earl of Northumberland）是一個英格蘭貴族爵位，1377年亨利·珀西受理查二世冊封為第一代伯爵。

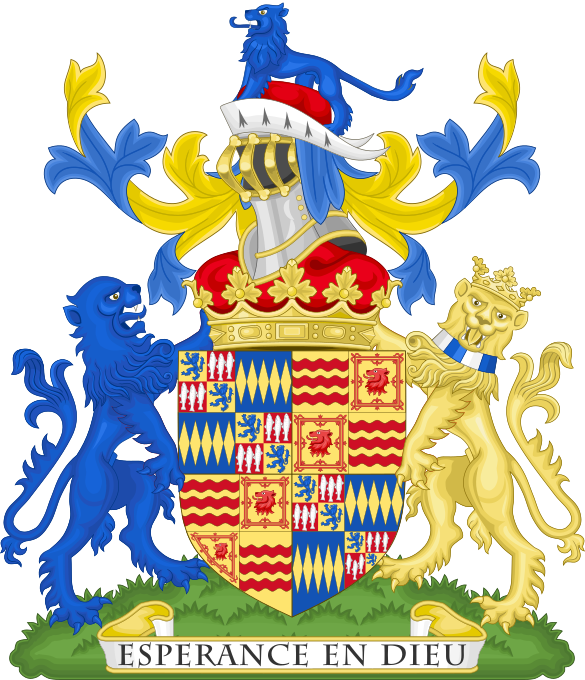

1766年起，此頭銜成為諾森伯蘭公爵的附屬頭銜。

## 頭銜持有人
1. 第一代諾森伯蘭伯爵亨利·珀西
2. 第二代諾森伯蘭伯爵亨利·珀西
3. 第三代諾森伯蘭伯爵亨利·珀西
4. 第四代諾森伯蘭伯爵亨利·珀西
5. 第五代諾森伯蘭伯爵亨利·珀西
6. 第六代諾森伯蘭伯爵亨利·珀西
7. 第七代諾森伯蘭伯爵托馬斯·珀西
8. 第八代諾森伯蘭伯爵亨利·珀西
9. 第九代諾森伯蘭伯爵亨利·珀西
10. 第十代諾森伯蘭伯爵阿爾吉農·珀西
11. 第十一代諾森伯蘭伯爵約瑟林·珀西